# Sinolophus rubellus
Sinolophus rubellus – gatunek chrząszcza z rodziny kusakowatych i podrodziny rydzenic, jedyny z monotypowego rodzaju Sinolophus. Endemit Syczuanu.

## Taksonomia
Rodzaj i gatunek typowy opisane zostały po raz pierwszy w 2021 roku przez Volkera Assinga na łamach „Acta Musei Moraviae, Scientiae biologicae”. Jako lokalizację typową wskazano Qingcheng Shan w Syczuanie. Nazwa rodzajowa to łacińskiego Sina, oznaczającego Chiny, z nazwą rodzaju Eurylophus. Epitet gatunkowy rubellus oznacza po łacinie „czerwonawy” i odnosi się do ubarwienia zwierzęcia.

## Morfologia
Chrząszcz o wydłużonym, połyskującym ciele długości 2,9 mm. Duża, tak szeroka jak długa, żółtawoczerwona z przyciemnionym środkiem głowa ma równoległe boki, bardzo drobno i rzadko punktowaną powierzchnię z wciskiem pośrodku wierzchu, o połowę krótsze od skroni oczy, jasnorude i krótkie czułki o mocno poprzecznym członie przedostatnim, silnie poprzeczną wargę górną o brzegu przednim ściętym i opatrzonym parą tęgich szczecinek, bardzo długie, pośrodku wyraźnie zakrzywione i na szczycie silnie zaostrzone żuwaczki, bardzo długi człon ostatni jasnorudych głaszczków wargowych, bardzo krótki języczek oraz szeroko rozstawione szwy gularne. Małe, mocno wysklepione, tak długie jak szerokie, nieco węższe od głowy, najszersze na przedzie i mocno zwężone ku tyłowi, rudobrązowej barwy przedplecze ma gęste i drobne, ale we wciskach tylno-bocznych grubsze i ziarniste punktowanie oraz delikatną bruzdę pośrodkową nie dochodzącą do krawędzi. Znacznie szersze i nieco dłuższe od przedplecza, rudożółte pokrywy mają wydatne kąty barkowe, a punktowanie dość grube i gęste na przedzie i barkach oraz bardzo drobne i rzadkie w tyle i przy szwie. Tylne skrzydła są w pełni wykształcone. Owłosienie głowy, przedplecza i pokryw jest długie, półwzniesione do sterczącego. Żółtawe odnóża mają krótkie, pięcioczłonowe stopy, w przypadku tylnej pary o pierwszym członie tak długim jak dwa następne razem wzięte. Czerwonawy, grubo punktowany odwłok ma wciski na przedzie tergitów od trzeciego do piątego. Genitalia samca mają długie i na szczycie zaostrzone paramery.

## Ekologia i występowanie
Owad endemiczny dla Syczuanu, znany tylko z lokalizacji typowej. Odnaleziony został w zdegradowanym, otoczonym terenami uprawnymi lesie subtropikalnym na rzędnych między 650 a 700 m n.p.m. Bytuje w ściółce.